# كازو سايتو
كازو سايتو (باليابانية: 斉藤 和夫) (مواليد 27 يوليو 1951)، هو لاعب كرة قدم ياباني سابق كان يلعب كمدافع. سبق له أن لعب مع منتخب اليابان.

## وصلات خارجية
- كازو سايتو على موقع قاعدة بيانات كرة القدم.إي يو (الإنجليزية)
- كازو سايتو على موقع ناشيونال فوتبول تيمز (الإنجليزية)
- كازو سايتو على موقع Soccerway.com (الإنجليزية)

- National Football Teams
- Japan National Football Team Database